# Wang (Dolna Austria)
Wang – gmina targowa w Austrii, w kraju związkowym Dolna Austria, w powiecie Scheibbs. Według Austriackiego Urzędu Statystycznego liczyła 1320 mieszkańców (1 stycznia 2014).